# 赤ぼっこ
赤ぼっこは、東京都西部の日の出町と青梅市の境に位置する標高409mの山。名前の由来は、1923年の関東大震災により表土が崩れ、露出した赤土が特徴的であったことから来ている。
コースとしては、青梅駅から天祖神社や馬引沢峠を経由して登るルートが人気で、初心者でも気軽に楽しめるハイキングコース。低山ながら、山頂からは奥多摩の山々や青梅市の町並み、さらには、関東平野まで見渡すことができる。また、近くには天狗岩などの展望スポットもあり、見どころが多くある。